# Listă de cântece legate de Timișoara
În cele ce urmează este o listă de cântece care fac referire la Timișoara, unul dintre cele mai importante orașe din România. Lista cuprinde și piese ale căror versuri nu amintesc explicit numele orașului, ci doar fac aluzie la clădiri și instituții, străzi, cartiere, obiective turistice, evenimente istorice, cântece sau alte aspecte emblematice ale sale; acestea vor fi marcate în coloana „referiri”.
Cântecele sunt așezate în ordine alfabetică după titlu. Existența în listă a două cântece cu același nume este posibilă doar dacă cele două sunt compoziții distincte. Eticheta „alt.” în câmpul titlului indică existența unuia sau a mai multor titluri alternative prin care piesa este cunoscută publicului. În coloana „interpreți”, cuvântul „și” plasat între două nume indică o colaborare (adesea, un duet), în vreme ce virgula delimitează interpretări diferite. Lista interpretărilor este selectivă, cuprinzând doar cele mai cunoscute versiuni ale unei piese. În coloana „an comp.” este notat anul compunerii piesei în discuție, iar coloana „primul mat. discogr.” desemnează primul material discografic pe care a fost editată piesa. Lipsa („—”) textierului indică o piesă instrumentală; în acest caz, eventualele referiri sunt conținute în titlu. Notația „indisp.” (indisponibil) marchează lipsa unor informații.

### B
| Titlul piesei      | Interpreți      | An comp. | Primul mat. discogr.                                    | Compozitor   | Textier      | Referiri |
| ------------------ | --------------- | -------- | ------------------------------------------------------- | ------------ | ------------ | -------- |
| Blues de Timișoara | Bega Blues Band | 1990     | Blues de Timișoara (1993, Studio Recording Soft System) | Béla Kamocsa | Béla Kamocsa | —        |

### N
| Titlul piesei              | Interpreți                           | An comp. | Primul mat. discogr.          | Compozitor      | Textier                         | Referiri                        |
| -------------------------- | ------------------------------------ | -------- | ----------------------------- | --------------- | ------------------------------- | ------------------------------- |
| Nopți (alt. Vino, Doamne!) | Valeriu Sterian și Compania de Sunet | 1973     | Netter i Romania/Nopți (1990) | Valeriu Sterian | Valeriu Sterian și Carmen Marin | Revoluția din 1989 la Timișoara |

### R
| Titlul piesei     | Interpreți     | An comp. | Primul mat. discogr. | Compozitor | Textier | Referiri |
| ----------------- | -------------- | -------- | -------------------- | ---------- | ------- | -------- |
| Rugă la Timișoara | Tudor Gheorghe | indisp.  | Mie-mi pasă! (2000)  | indisp.    | indisp. | —        |

### T
| Titlul piesei                 | Interpreți | An comp. | Primul mat. discogr.                    | Compozitor     | Textier                          | Referiri                        |
| ----------------------------- | ---------- | -------- | --------------------------------------- | -------------- | -------------------------------- | ------------------------------- |
| Timișoara                     | Phoenix    | 1990     | SymPhoenix – Timișoara (1992, Eurostar) | Nicolae Covaci | Mircea Florian și Nicolae Covaci | Revoluția din 1989 la Timișoara |
| Timișoara (alt. 16 decembrie) | Pro Musica | 1989?    | Timișoara (1990)                        | Ilie Stepan    | Marian Odangiu                   | Revoluția din 1989 la Timișoara |

### V
| Titlul piesei           | Interpreți | An comp. | Primul mat. discogr. | Compozitor       | Textier | Referiri |
| ----------------------- | ---------- | -------- | -------------------- | ---------------- | ------- | -------- |
| Verișoara din Timișoara | Gion       | 1933?    | indisp.              | George Corologos | indisp. | —        |